# Faust Pachler
Faust Pachler (auch Faustus Pachler; Pseudonyme: C. Paul und C. Faust; * 18. Dezember 1819 in Graz; † 5. September 1891 ebenda) war ein österreichischer Dichter und Bibliothekar.

## Leben
Pachler war Sohn des Rechtsanwalts und Brauereibesitzers Karl Pachler und der Pianistin Marie Pachler-Koschak. Pachler war mit Ludwig van Beethoven persönlich bekannt. Darüber hinaus verkehrten im Pachlerschen Haus diverse Persönlichkeiten aus Kunst und Kultur, darunter Karl Gottfried von Leitner, Anton Prokesch von Osten, Julius Franz Borgias Schneller, Julie Gley, Karl Rettich oder Franz Schubert. Er erhielt von seiner Mutter Klavierunterricht, verfasste mit sieben Jahren sein erstes Drama Johann von Castilien und entwickelte ein großes Interesse am Theater. 1829, als er in die Lateinschule kam, verfasste er das Stück Graf Theodor. In dieser Zeit hatte die Familie auch Friedrich Kaltenegger von Riedhorst als Ziehsohn aufgenommen. Pachler nahm 1837 auf Wunsch seines Vaters das Studium der Rechtswissenschaft an der Universität Graz auf und vollendete dieses 1844 an der Universität Wien mit der Promotion zum Dr. iur.
Pachler kam durch das Ehepaar Rettich 1839 nach Wien. Dort traf er auf Ferdinand Wolf, der ihm 1843 eine Anstellung an der kaiserlichen Hofbibliothek verschaffte. Er war dort von 1848 bis 1883 mit Katalogisierungsarbeiten beschäftigt, am Ende seiner Laufbahn war er der Kustos der Bibliothek. Mit Ernst Birk, Eduard von Sacken und Joseph Müller rettete er am 31. Oktober 1848 durch lebensgefährliche Löscharbeiten die Hofbibliothek. 1850 übernahm er mit Ignaz Pabsch die Leitung des Illustrirten Familienbuches des österreichischen Lloyd, das unter ihrer Leitung seine Abonnementenzahl deutlich steigern konnte. An der Hofbibliothek wurde er mit Eligius Franz Joseph Freiherr von Münch-Bellinghausen genannt Friedrich Halm bekannt. Nach dessen Tod bearbeitete er den Nachlass. 1889 wurde er als Regierungsrat in den Ruhestand versetzt. Er zog sich auf den Familiensitz "Panoramahof" nach Graz zurück.
Pachler war ab 1851 mit Jenny zur Helle verheiratet, die er im Hause des Ehepaars Rettich kennengelernt hatte. Die Ehe blieb kinderlos. Er wurde auf dem Grazer St.-Leonhards-Friedhof beigesetzt.
Pachlers Nachlass wird teilweise in der Universitätsbibliothek Graz sowie in der Handschriftensammlung der Steiermärkischen Landesbibliothek und in der Handschriftensammlung der Wienbibliothek aufbewahrt.

## Werke (Auswahl)
- Jaroslaw und Wassa, Uraufführung in Brünn 1848.
- Begum Sumro: Trauerspiel in fünf Arten, Lechner, Wien 1849.
- herausgegeben mit Emil Kuh: Friedrich Halms Werke, 12 Bände, Wien 1856–1872.
- Beethoven und Marie Pachler-Koschak: Beiträge & Berichtigungen. Mit einem Facsimile. Behr, Berlin 1866.
- Loge Nr. 2: Lustspiel in einem Aufzuge, Mutze, Leipzig 1876.
- Er weiss Alles: Lustspiel in 3 Acten., Mutze, Leipzig 1876.
- Die erste Frau - Roman in vier Büchern, 1877
- Jugend und Lehrjahre des Dichters: Friedrich Halm, Mayer, Wien 1877.